# عشق به بمبئی (فیلم ۱۹۹۶)
عشق به بمبئی یا قهرمان بمبئی (به هندی: Bambai Ka Babu) فیلمی محصول سال ۱۹۹۶ و به کارگردانی ویکرام بات است. در این فیلم بازیگرانی همچون سیف علی خان، کاجول، آتول آگنیهوتری، دالیپ تاهیل، وایشناوی ماهنات، ویشواجت پرداهان، سعید جعفری، ریما لاگو، مشتاق خان ایفای نقش کرده‌اند.